# Soul Zodiac
Soul Zodiac è un album discografico in studio di Cannonball Adderley, Rick Holmes e The Nat Adderley Sextet, pubblicato dalla Capitol Records nel 1972.

## Descrizione
Si tratta di un doppio album-concept incentrato sui segni dello zodiaco, il suono (con talvolta la voce narrante di Rick Holmes) rivela spiccate influenze funky. Cannonball Adderley suona solo in due brani, Aries e Libra.

## Tracce
Lato A
1. Introduction – 3:00 (Nat Adderley, Rick Holmes)
2. Aries – 4:52 (Julian Adderley, Rick Holmes)
3. Libra – 3:15 (Walter Booker, Rick Holmes)
4. Capricorn – 6:10 (George Duke, Rick Holmes)

Durata totale: 17:17
Lato B
1. Aquarius – 7:47 (Mike Deasy, Rick Holmes)
2. Pisces – 3:53 (Ernie Watts, Nat Adderley, Rick Holmes)
3. Sagittarius – 5:15 (Roy McCurdy, Rick Holmes)

Durata totale: 16:55
Lato C
1. Gemini – 4:35 (Nat Adderley, Walter Booker, Roy McCurdy, Rick Holmes)
2. Leo – 2:51 (Nat Adderley, Rick Holmes)
3. Virgo – 4:10 (George Duke, Mike Deasy, Rick Holmes)
4. Scorpio – 4:23 (Ernie Watts, Rick Holmes)

Durata totale: 15:59
Lato D
1. Cancer – 2:45 (Walter Booker, Roy McCurdy, Nat Adderley, Rick Holmes)
2. Taurus – 13:52 (Julian Adderley, Nat Adderley, Rick Holmes)

Durata totale: 16:37

## Musicisti
- Nat Adderley - cornetta
- Cannonball Adderley - sassofono alto (brano: Aries)
- Cannonball Adderley - sassofono soprano (brano: Libra)
- Ernie Watts - sassofono tenore, flauto, tamburello
- Rick Holmes - voce narrante
- Mike Deasy - chitarra
- George Duke - pianoforte elettrico fender rhodes
- Walter Booker - contrabbasso, chitarre
- Roy McCurdy - batteria